# Lesotho az 1984. évi nyári olimpiai játékokon
Lesotho az egyesült államokbeli Los Angelesben megrendezett 1984. évi nyári olimpiai játékok egyik részt vevő nemzete volt. Az országot az olimpián 2 sportágban 4 sportoló képviselte, akik érmet nem szereztek.

## Atlétika
Férfi
| Versenyző         | Versenyszám | Előfutam | Előfutam | Előfutam | Döntő   | Döntő    |
| Versenyző         | Versenyszám | Idő      | Hely.    | Össz.    | Idő     | Helyezés |
| ----------------- | ----------- | -------- | -------- | -------- | ------- | -------- |
| Frans Ntaole      | 10 000 m    | 30:18,71 | 13.      | 35.      | kiesett | kiesett  |
| Frans Ntaole      | Maraton     |          |          |          | 2:21:09 | 40.      |
| Vincent Rakabaele | Maraton     |          |          |          | 2:32:15 | 61.      |

## Ökölvívás
| Versenyző  | Versenyszám | Selejtező         | 32-es főtábla                 | Nyolcaddöntő              | Negyeddöntő       | Elődöntő          | Döntő             | Helyezés |
| Versenyző  | Versenyszám | Ellenfél Eredmény | Ellenfél Eredmény             | Ellenfél Eredmény         | Ellenfél Eredmény | Ellenfél Eredmény | Ellenfél Eredmény | Helyezés |
| ---------- | ----------- | ----------------- | ----------------------------- | ------------------------- | ----------------- | ----------------- | ----------------- | -------- |
| Lefa Tsapi | Váltósúly   | erőnyerő          | Kitenge Kitengewa (COD) · RSC | kiesett                   | kiesett           | kiesett           | kiesett           | 17.      |
| Tsiu Monne | Középsúly   |                   | erőnyerő                      | Mohamed Zaoui (ALG) · RSC | kiesett           | kiesett           | kiesett           | 9.       |